# 음체비시 조너스
음체비시 조너스(Mcebisi Jonas, 1960년 10월 6일 ~ )는 남아프리카 공화국의 정치인으로, 현 재무차관이다.